# مرزهای شخصی
مرزهای شخصی قواعد، رهنمودها یا محدودیت‌هایی است که هر فرد جهت تأمین امنیت و رفاه خود برای دیگران تعریف می‌کند. این مرزها از ترکیبی از باورها، عقاید، نگرش‌ها، تجربیات گذشته و یادگیری اجتماعی ساخته شده‌اند. این ایده یا مهارت زندگی به‌طور گسترده در کتاب‌های روان‌شناسی خودآموز به کار گرفته شده‌است و همچنین از اواسط دهه ۱۹۸۰ در حرفه مشاوره مورد استفاده قرار می‌گیرد.
به گفته برخی از مشاوران روان‌شناسی مرزهای شخصی به افراد کمک می‌کند تا حریم خود را برای دیگران از هر نظر مشخص کنند. این حوزه‌ها عبارتند از جسمی، روحی، روانی، معنوی و مرزهای مربوط به اعتقادات که احساسات، عزت نفس و شهود افراد را در برمی‌گیرد. ژاک لکان تمام این مرزها را به صورت یک سلسله مراتب در نظر می‌گیرد که بازتابی از مجموعه شرایط بیولوژیکی و موقعیت اجتماعی فرد می‌باشد. مرزهای شخصی در دو جهت تعاملات ورودی و خروجی بین افراد را تحت‌تاثیر قرار می‌دهد. همچنین گاهی عملکرد حفاظتی و پیشگیرانه دارد.

## دامنه‌ها
سه گروه از رایج‌ترین این ارزش‌ها و مرزها عبارتند از:
- مرزبندی فیزیکی – فضای شخصی و ملاحظات لمسی[۹][۱۰][۱۱]
- مرزبندی روان – افکار و نظرات[۹][۱۰][۱۱]
- مرزبندی عاطفی – احساسات

برخی از نویسندگان این لیست را گسترش داده‌اند و به آن مواردی مانند «معنویت»، «حقیقت» و «زمان و وقت‌شناسی» را نیز اضافه کرده‌اند.

## انواع
نینا براون چهار نوع مرز را پیشنهاد می‌کند:
- نرم – یک فرد با مرزبندی نرم کسی است که به سادگی مرزهایش با دیگران قابل ادغام است. افرادی با این نوع مرزبندی به راحتی قربانی دستکاری روانی واقع می‌شوند.
- اسفنجی – افراد دارای مرزبندی اسفنجی دارای ترکیبی از مرزهای نرم و سخت هستند. این دسته افراد کمتر از گروه نرم و بیشتر از گروه دارای مرزبندی‌های سخت اجازه سرایت عاطفی به دیگران می‌دهند. افرادی با مرزبندی اسفنجی در مورد مرزبندی‌های خود مطمئن نیستند و نمی‌دانند چه زمانی باید انعطاف به خرج دهند و چه زمانی سختگیری کنند.
- سفت و سخت – یک فرد با مرزهای سفت و سخت فردی کاملاً بسته‌است و با دیواری که بین خودش و دیگران کشیده اجازه نمی‌دهد هیچ‌کس از نظر احساسی و عاطفی یا فیزیکی به وی نزدیک شود اینگونه افراد اغلب قربانیان خشونت فیزیکی، احساسی، روانی یا سوء استفاده جنسی می‌باشند. مرزهای سخت می‌توانند انتخابی باشند که به زمان، مکان یا شرایط بستگی دارند و معمولاً بر اساس یک تجربه بد در گذشته در یک وضعیت مشابه شکل می‌گیرند.
- انعطاف‌پذیر – فردی با مرزبندی انعطاف‌پذیر شبیه گروه اسفنجی یا سخت است اما فرد کنترل بیشتری روی مرزبندی خود دارد. خود فرد تصمیم می‌گیرد چه چیزی را رها کند و چه چیزی را حفظ کند. در برابر سوءاستفاده عاطفی و روانی دستکاری مقاومت می‌کند و کمتر مورد تعرض واقع می‌شود.

## برای مطالعهٔ بیشتر
- Cloud, Henry; Townsend, John (1992). Boundaries: When to Say Yes, How to Say No. Thomas Nelson Publishing. ISBN 978-0-310-24745-6. آمازون رتبه=#230
- Bottke, Allison (2008). Setting Boundaries with Your Adult Children. Harvest House Publishers. ISBN 978-0-7369-2135-0. آمازون رتبه=#۶٬۳۰۰
- Katherine, Anne (1994). Boundaries: Where You End and I Begin. Hazelden. ISBN 978-1-56838-030-8. آمازون رتبه=#۵۱٬۰۰۰
- Whitfield MD, Charles (1994). Boundaries and Relationships. HCI Books. ISBN 978-1-55874-259-8. آمازون رتبه=#۵۲٬۰۰۰
- Hawkins, David (2007). Setting Boundaries on Unhealthy Relationships. Harvest House Publishers. ISBN 978-0-7369-1841-1. آمازون رتبه=#۶۰٬۰۰۰